# Леруик
Ле́руик (англ. Lerwick, гэльск. Liùrabhaig) — самый северный город Шотландии. Единственный населенный пункт со статусом города и административный центр Шетландских островов.

## Этимология
Название города, возможно, происходит от слияния норвежских слов leir и vik, в переводе — грязная бухта. Похожее название имеют города Леирвик (норв. Leirvik) в Норвегии и Леирвик (дат. Leirvík) на Фарерских островах.

## География

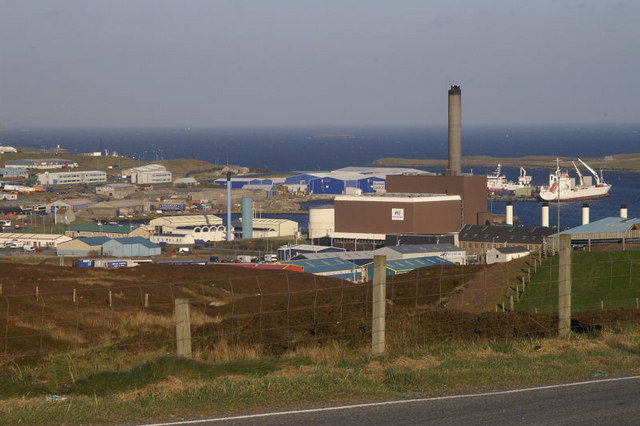
Пригород Гремиста.

Расположен на восточном берегу острова Мейнленд у основания полуострова, образующего южную часть острова, на берегу бухты, имеющей выход в Северное море, на расстоянии 160 км от северного побережья основной части Шотландии, в 340 км к северу от Абердина и в 370 километрах к западу от Бергена.
Город в настоящее время включает в себя небольшие пригороды Гремиста в северной части, Саунд в юго-западной части и другие.

## История
В городе сохранились остатки каменных сооружений эпохи железного века.
В 1708 году из местечка Скалловей в Леруик была перенесена столица Шетландских островов.
Во время Второй мировой войны в Леруике останавливались британские подводные лодки и военные корабли, патрулирующие Северное море и Северную Атлантику. Были задействованы подводные лодки «HMS Spiteful (P227)», «HMS Syrtis (P241)» и другие.

## Экономика

### Рыболовная промышленность

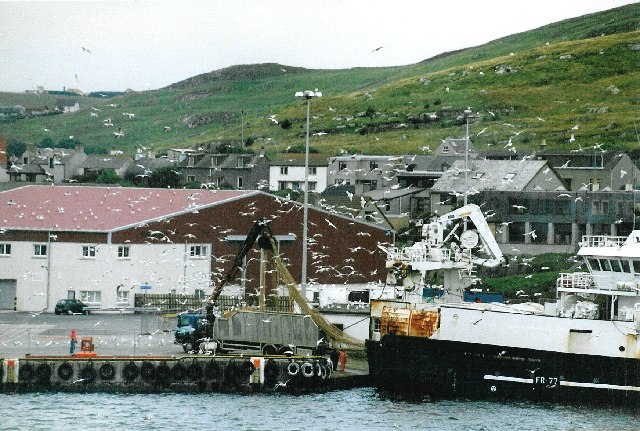
Гавань Леруика.

В XVII веке Леруик был рыбацким поселком, жители которого занимались добычей сельди, трески и другой рыбы. Добыча рыбы остается одним из важных занятий жителей Шетландских островов, однако не является главным источником поступления средств в бюджет.

### Энергетика
Мусоросжигательный завод компании «Shetland Heat Energy and Power Ltd» в Леруике работает на отходах бытового и промышленного происхождения, обеспечивает теплом около тысячи потребителей.

### Порт
В порту Леруика обслуживаются рыболовецкие суда и суда, обслуживающие добычу нефти в Северном море. Здесь приписан челночный танкер «Loch Rannoch» компании «BP Shipping», перевозящий нефть с месторождений в Северной Атлантике.

### Транспорт и связь

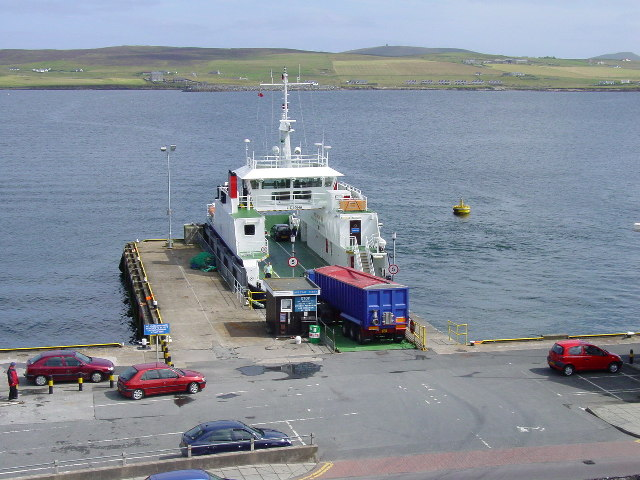
Паромная переправа на остров Брессей.

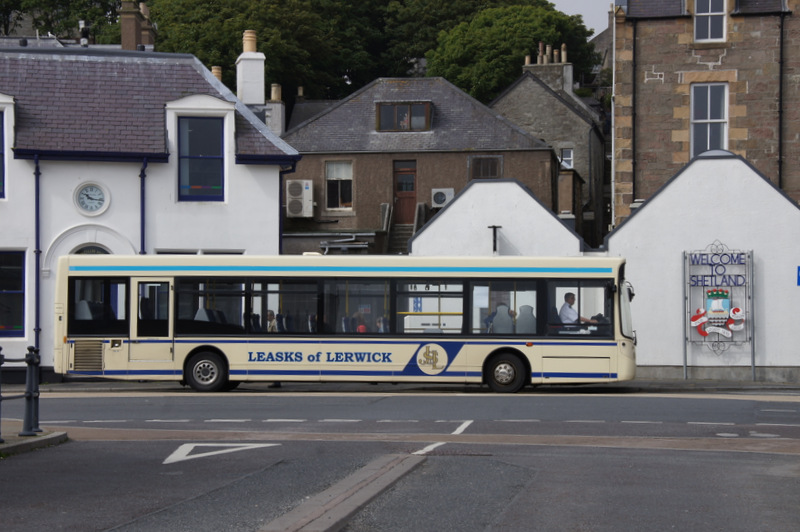
Автобус компании «Leasks of Lerwick».

Из порта Леруика компания «NorthLink Ferries» осуществляет паромные перевозки в Абердин и в Керкуолл на острове Мейнленд, Оркнейские острова. Компания «Shetland Islands Council Ferries» обеспечивает паромное сообщение с островом Брессей и с островом Бререй в группе островов Аут-Скеррис, а также летний маршрут на остров Фэр-Айл паромом «Good Shepherd IV».
В семи километрах на северо-запад от города расположен небольшой аэропорт Тингуолл с регулярными рейсами на острова Аут-Скеррис, Папа-Стаур, Фула и Фэр-Айл.
Автодорога «A970» (Норт-Ро — Брей — Леруик — Куарфф — аэропорт Самборо — Грутнесс) связывает город с северной и южной частью острова. Дорога «A969» вдоль берега бухты огибает центральную часть города. Регулярные автобусные маршруты компании «Leasks of Lerwick» в Моссбанк, аэропорт Самборо, Скалловей, Уолс и по городу.
Леруик и Скалловей входят в почтовый район, которому соответствует код «ZE1».

### Средства массовой информации
Работают радиостанции «Shetland Islands Broadcasting Company» и «BBC Radio Shetland», местное отделение «BBC Scotland».
Компания «The Shetland Times Ltd», образованная в 1872 году, выпускает еженедельник «The Shetland Times» и другую печатную продукцию. В штате компании — 55 сотрудников.

## Политика и власть
В Леруике расположена штаб-квартира «Совета Шетландских островов», суд и другие органы власти. Работает «Scottish Fisheries Protection Agency», исполнительный орган шотландского правительства по охране рыболовства.

### Международные отношения
Открыты консульства Германии, Норвегии, Финляндии и Швеции.

### Службы спасения

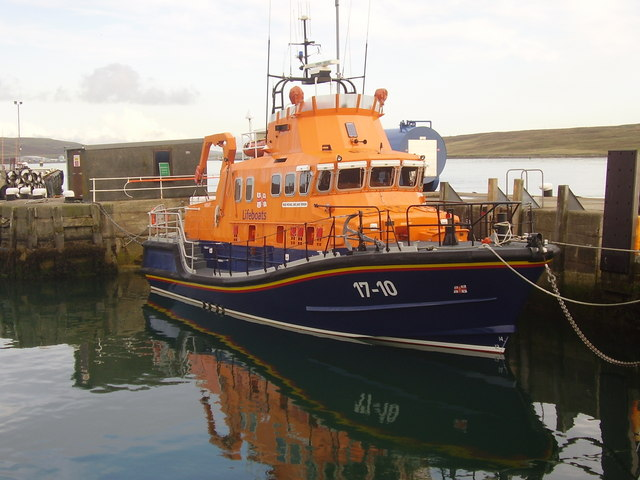
Причал службы спасения на воде.

Служба спасения на воде «Lerwick Lifeboat Station» имеет в своём распоряжении спасательное судно Северн-класса.
Пожарно-спасательная станция Леруика со штатом двадцать человек имеет дело с чрезвычайными ситуациями, включая пожары и дорожно-транспортные происшествия.

### Здравоохранение
Охрана здоровья возложена на службу «National Health Service Shetland», в ведении которой находится госпиталь «Gilbert Bain Hospital».

## Образование
В Леруике работает средняя школа «Anderson High School», примерно 900 учащихся в возрасте от 12 до 18 лет (2012 год). Школу окончил шотландский политик Тэвиш Скотт, лидер партии шотландских либерал-демократов в 2008—2011 годах. Две начальные школы «Bell’s Brae Primary School» и «Sound Primary School».
Колледж «Shetland College», один из колледжей университета «University of the Highlands and Islands» и другие учреждения.

## Культура
В городе работает «Музей Шетландских островов», экспозиция которого посвящена местной истории, географии, культуре, экономике и прочему.
Ежегодно в Леруике проходит часть фестиваля «Up Helly Aa». В традиции фестиваля — факельное шествие и сжигание ладьи.

## Религия

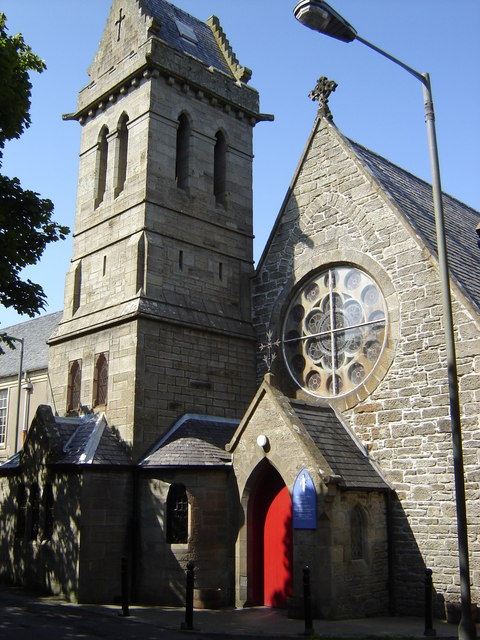
«Церковь святого Магнуса».

Работает «Церковь святого Колумбы» прихода «Леруик и Брессей» Церкви Шотландии, «Церковь святого Магнуса» Епархии Абердина и Оркнейских островов Шотландской епископальной церкви и другие.

## Достопримечательности
В Леруике более ста зданий включено в списки архитектурных памятников категории «A», «B», «C».

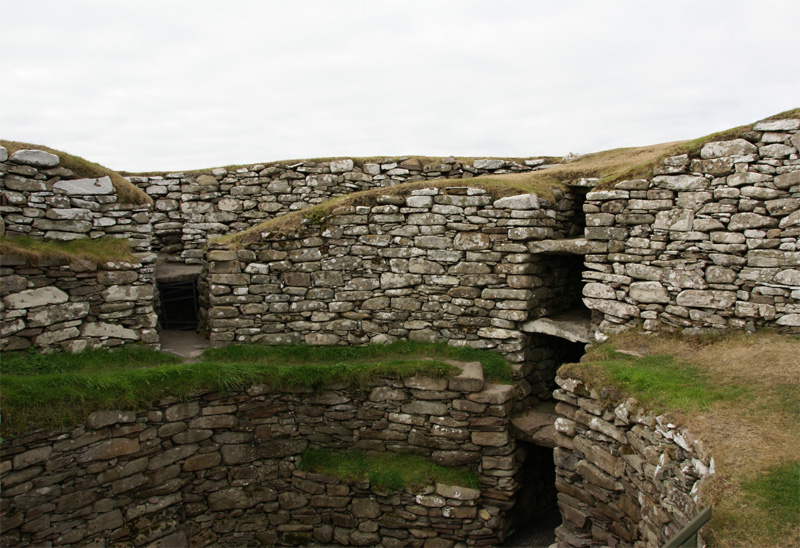
Брох-оф-Кликимин.

- Брох-оф-Кликимин — каменное сооружение эпохи железного века на ныне соединённом с сушей острове на озере Кликимин-Лох[33].
- Форт-Шарлотт — пятистороннее оборонительное сооружение с бастионами по углам. Строительство начато в 1652 году архитектором Джоном Милном (1611—1667), перестроено в 1781 году. В 1971 году включено в список памятников архитектуры категории «A»[34][35].
- Бод-оф-Гремиста — здание, предназначенное для торговли рыбой. Построено в 1780 году. Место рождения Артура Андерсона. В 1971 году включено в список архитектурных памятников категории «B»[36].

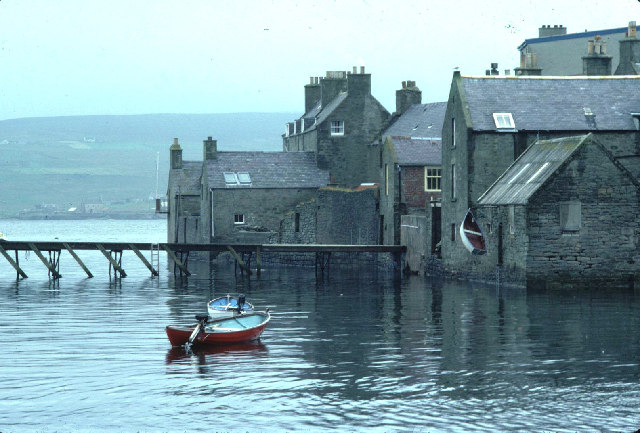
Лодберри.

- Лодберри — группа жилых и коммерческих помещений на берегу бухты, построена в конце XVIII века. В 1971 году включена в список архитектурных памятников категории «A»[37].
- Церковь святого Колумбы — действующая церковь, построена в 1825—1829 годах. В 1971 году включена в список архитектурных памятников категории «B»[38].

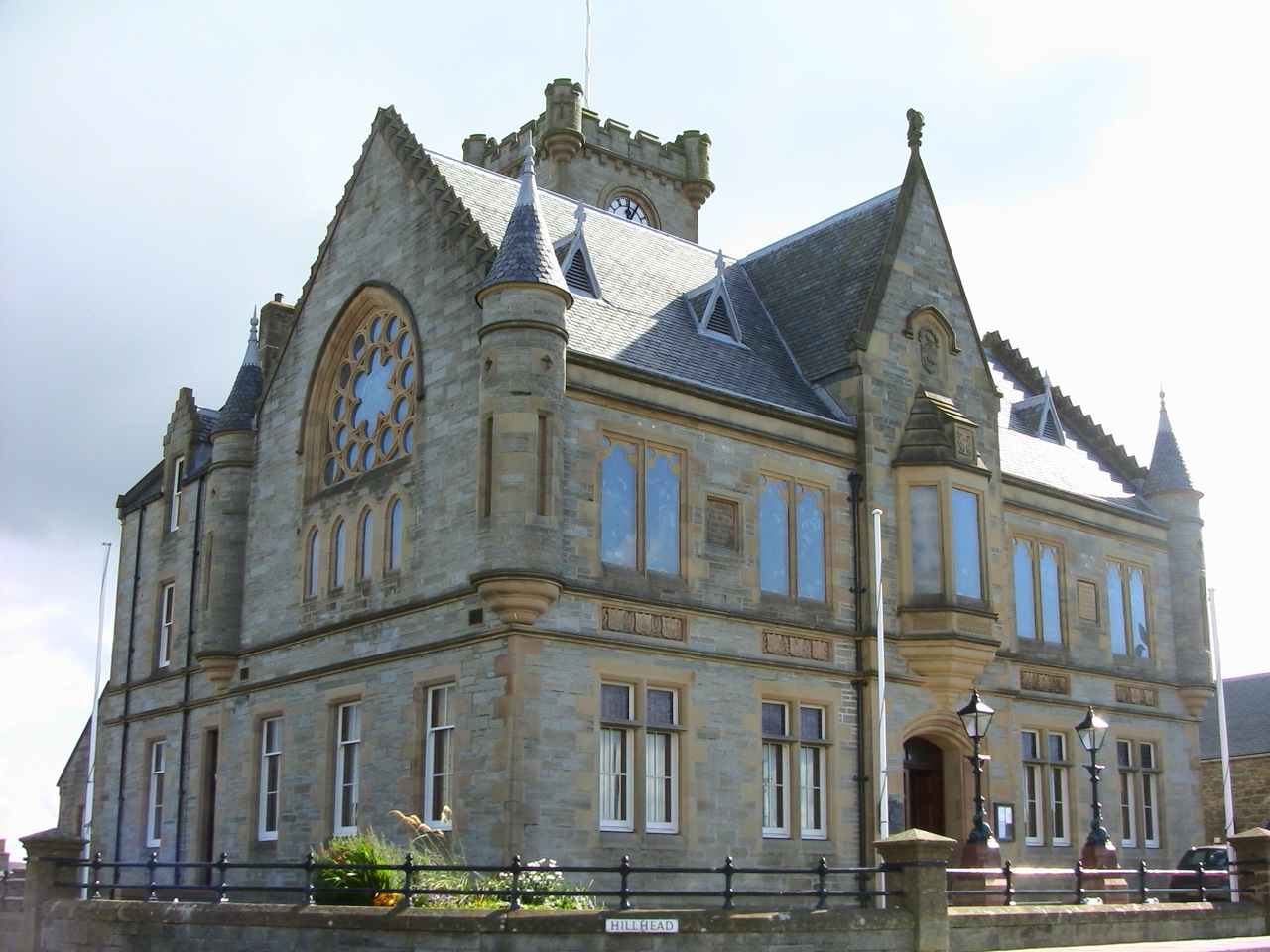
Леруик-Таун-Холл.

- Леруик-Таун-Холл — общественное здание, построено в 1883 году. В 1974 году включено в список архитектурных памятников категории «B»[39].

## Климат
В городе работает автоматическая метеостанция.
В городе Леруик умеренно-тёплый климат. Количество осадков значительное, даже в засушливые месяцы. По классификации климатов Кёппена — морской климат с равномерным увлажнением (индекс Cf).
| Показатель                                                                                          | Янв. | Фев. | Март | Апр. | Май  | Июнь | Июль | Авг. | Сен. | Окт. | Нояб. | Дек. | Год  |
| --------------------------------------------------------------------------------------------------- | ---- | ---- | ---- | ---- | ---- | ---- | ---- | ---- | ---- | ---- | ----- | ---- | ---- |
| Абсолютный максимум, °C                                                                             | 12,8 | 11,7 | 13,3 | 16,1 | 20,7 | 23,3 | 23,4 | 22,1 | 19,4 | 17,2 | 13,9  | 12,8 | 23,4 |
| Средний суточный максимум, °C                                                                       | 5,9  | 5,7  | 6,7  | 8,4  | 10,6 | 12,8 | 14,6 | 14,9 | 13,1 | 10,4 | 7,9   | 6,3  | 9,8  |
| Средняя температура, °C                                                                             | 4,3  | 3,9  | 4,6  | 6,1  | 8,0  | 10,3 | 12,2 | 12,6 | 11,1 | 8,6  | 6,3   | 4,6  | 7,7  |
| Средний суточный минимум, °C                                                                        | 2,4  | 1,9  | 2,7  | 4,1  | 5,8  | 8,4  | 10,4 | 10,8 | 9,4  | 6,8  | 4,4   | 2,5  | 5,8  |
| Абсолютный минимум, °C                                                                              | −8,9 | −7,4 | −8,3 | −5,7 | −2,2 | −0,6 | 3,5  | 2,8  | −0,6 | −3,3 | −5,7  | −8,2 | −8,9 |
| Норма осадков, мм                                                                                   | 147  | 122  | 106  | 67   | 56   | 59   | 65   | 89   | 103  | 125  | 139   | 146  | 1224 |
| Источник: https://www.metoffice.gov.uk/research/climate/maps-and-data/uk-climate-averages/gfxnj5fx4 |      |      |      |      |      |      |      |      |      |      |       |      |      |

## Известные жители
- В 1828 году в Леруике родился Роберт Инкстер, основатель города Инкстер в штате Мичиган, США[41].
- В 1844 году в Леруике родился Роберт Стаут, 13-й премьер-министр Новой Зеландии[42].
- В 1848 году в Леруике родился канадский первопроходец, торговец и политик Исаак Коуи[43].
- 1 сентября 1909 года в Брюсселе было получено сообщение из Леруика, в котором говорилось о том, что Фредерик Кук достиг Северного полюса 21 апреля 1908 года[44].
- На кладбище Леруика похоронен Дэвид Эрнест Хорнелл (1910—1944) — офицер канадских ВВС.
- В 1946 году в Леруике родился скрипач Эли Бэйн.[45]
- В 1953 году в Леруике родился гитарист Иан Баирнсон[46].
- В 1998 году политику Норману Ламонту был пожалован пожизненный титул барона Леруика[47].
- Житель Леруика тайского происхождения Сахаи Макао в 2006 году в результате рейда полиции был направлен для депортации на родину как иностранный гражданин с криминальным прошлым. Судебный процесс, в результате которого депортация была отменена, сопровождался протестами общественности[48].
- В 2007 году в Леруике скончался гитарист и басист Пири Вилли Джонсон[49].